# Apodasmia similis
Apodasmia similis är en gräsväxtart som först beskrevs av Elizabeth Edgar, och fick sitt nu gällande namn av Barbara Gillian Briggs och Lawrence Alexander Sidney Johnson. Apodasmia similis ingår i släktet Apodasmia och familjen Restionaceae. Arten är endemisk för Nya Zeeland och växer på Nordön, Sydön, Three Kings Islands, Stewart Island samt Chathamöarna. Apodasmia similis växer oftast vid kusten, sälta eller fuktiga sanddyner. Färgen på växten varierar från grön till orange och även lilaaktig. Den kan bli upp till 1 meter hög.
Inga underarter finns listade i Catalogue of Life.